# Der Züchter. Zeitschrift für Theoretische und Angewandte Genetik
Der Züchter. Zeitschrift für Theoretische und Angewandte Genetik (abreviado Züchter) es una revista científica con ilustraciones y descripciones botánicas que es publicada en Berlín desde el año 1929.